# مهرجان نيويورك السينمائي

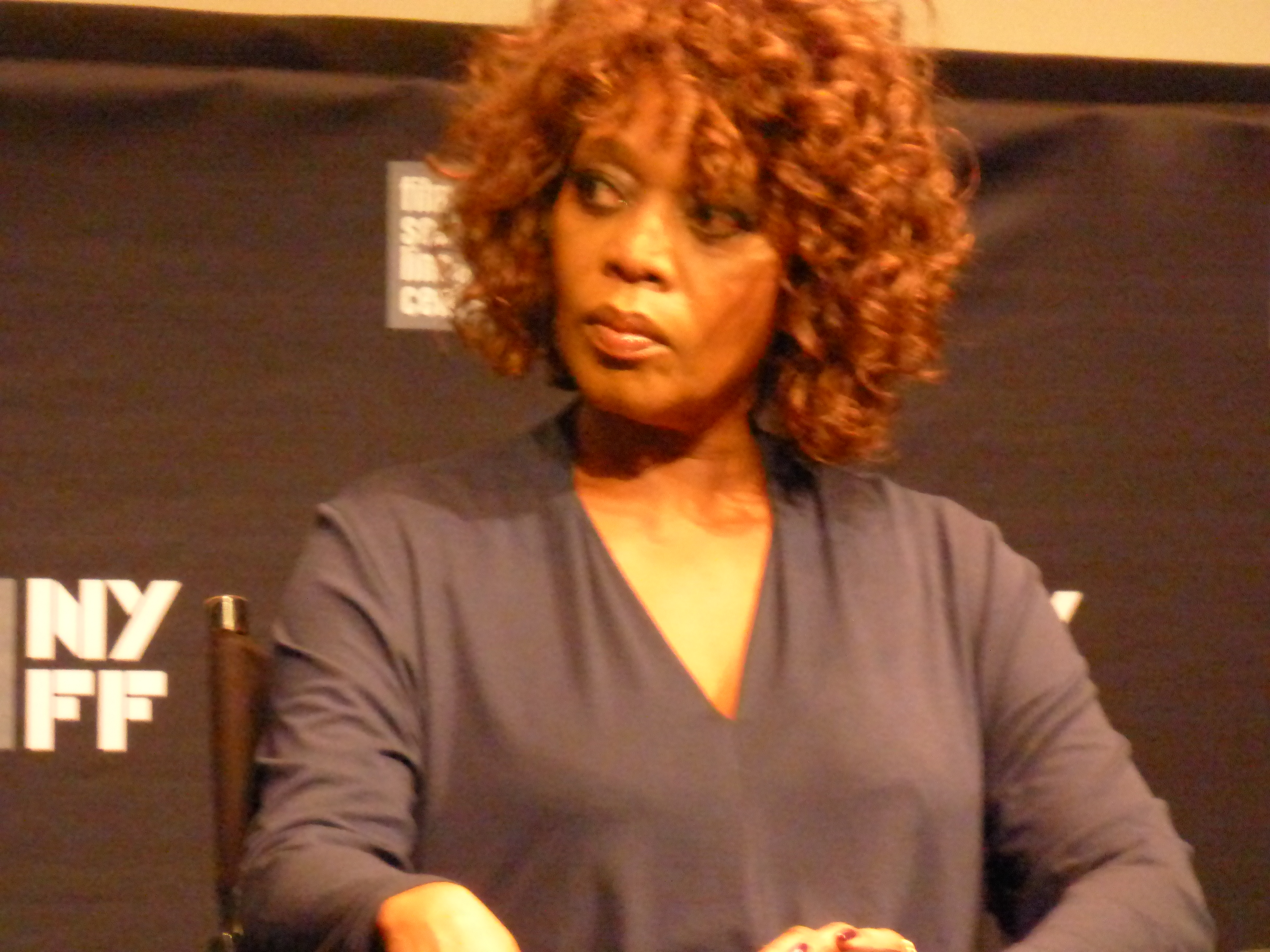
ألفري وودارد 2013 مهرجان نيويورك السينمائي.

مهرجان نيويورك السينمائي (بالإنجليزية: New York Film Festival)‏ هو مهرجان سينمائي يقام كل خريف في مدينة نيويورك من تقديم «فيلم في مركز لينكولن». تأسس في عام 1963 من قبل ريتشارد رود وآموس فوغل بدعم من رئيس مركز لينكولن وليام شومان، وهو واحد من أطول المهرجانات السينمائية وأكثرها شهرة في الولايات المتحدة. يتركز المهرجان غير التنافسي على «القائمة الرئيسية» الذي يتألف من 20 إلى 30 فيلمًا طويلًا مع أقسام إضافية للسينما التجريبية وترميمات جديدة.
يعتبر يوجين هيرنانديز مدير مهرجان نيويورك السينمائي و دينيس ليم هو مدير البرمجة في مهرجان نيويورك السينمائي في عام 2020. كان كينت جونز مدير المهرجان من 2013 إلى 2019.

## الأقسام
اعتبارًا من عام 2020 ينقسم برنامج المهرجان إلى الأقسام التالية:

### القائمة الرئيسية
تعتبر القائمة الرئيسية القسم الأساسي للمهرجان وهي برنامج يعرض عادة 25-30 فيلمًا طويلًا، ويهدف إلى عكس الوضع الحالي للسينما. يعتبر البرنامج عبارة عن مزيج من أفلام دار الفن العالمية الكبرى من دائرة المهرجانات والاكتشافات الجديدة وإصدارات الاستوديو التي تستهدف موسم الجوائز. غالبًا ما يتم اختيار أفلام الاستوديو كالعروض التقديمية لليلة الافتتاح والليلة الوسطى والليلة الختامية.

### التيارات
تكمل التيارات اللوحة الرئيسية وتتبع صورة أكثر اكتمالاً للسينما المعاصرة مع التركيز على الأشكال والأصوات الجديدة والمبتكرة.

### أضواء كاشفة
يُعد «أضواء كاشفة» عرضًا لأهم أفلام الموسم وأكثرها توقعًا.

### إحياء
يعرض قسم إحياء أعمالًا مهمة من صانعي أفلام مشهورين تم إعادة تصميمها رقميًا واستعادتها وحفظها بمساعدة شركاء.

### محادثات
تتميز المحادثات بمحادثات متعمقة مع صانعي الأفلام والنقاد والقيمين وغيرهم.

## تاريخ

### تأسيس المهرجان وريتشارد رود
تم تعيين ريتشارد رود كأول مبرمج في مهرجان نيويورك السينمائي من قبل رئيس مركز لينكولن ويليام شومان في عام 1962. وكان رود المولود في بوسطن يبلغ من العمر 33 عامًا في ذلك الوقت ومقيم في لندن حيث عمل كناقد سينمائي في صحيفة الغارديان وبرمج مهرجان لندن السينمائي. قام رود على الرغم من تواجد رود بمنزله في لندن بتوظيف آموس فوغل من «نادي سينما 16» كمبرمج مشارك له في نيويورك. افتتحت النسخة الأولى من المهرجان في 10 سبتمبر 1963 مع فيلم «الملاك المبيد» للمخرج لويس بونويل. شكّل رود وفوغل لجنة الاختيار الأولى للمهرجان في عام 1966، والتي تتألف من آرثر نايت وأندرو ساريس؛ تمت إضافة سوسان سونتاغ العام المقبل. استقال فوغل من منصبه كمدير للمهرجان في عام 1968. وعلى الرغم من تعيين رود سابقًا مديرًا للبرنامج، فقد ترأس المهرجان من عام 1969 إلى عام 1987.
تميزت السنوات الخمس والعشرون التي قضاها رود في المهرجان بالتركيز على السينما الفنية الأوروبية في سنوات ما بعد الحرب وصعود «التأليف».

### عصر ريتشارد بينيا
تولى ريتشارد بينيا الذي كان يبلغ من العمر 34 عامًا منصب المبرمج الرئيسي في عام 1988. وكان مؤرخًا سينمائيًا وأكاديميًا ومبرمجًا. عمل في مركز الأفلام التابع لمدرسة معهد شيكاغو للفنون قبل عمله مع مهرجان نيويورك السينما. جاء بينيا إلى مهرجان نيويورك السينمائي باعتباره أحد رواد المهرجان المخضرمين الذي كان يحظى بتقدير كبير لرود. خلال فترة عمله كمبرمج لفترة 25 عامًا كرم بينيا تقاليد المهرجان وشخصيته الفريدة - مع الاحتفاظ بعملية لجنة الاختيار والشكل غير التنافسي ومدير ما بعد العرض وأسئلة وأجوبة والانتقائية الصارمة للمهرجان - أثناء العمل أيضًا لتوسيع مهرجان نيويورك السينمائي إلى ما بعد التركيز الأوروبي إلى حد ما. تم تقديم المخرجين وصناع الأفلام مثل هو هيساو-هايسن ومانويل دي أوليفيرا وليوس كاراكس وراؤول رويز وكريستوف كيشلوفسكي إلى جمهور مهرجان نيويورك السينمائي خلال عصر رود وأصبحوا دائمين خلال عصر بينيا. قاد بينيا سنته الأخيرة في مهرجان نيويورك للفنون الجميلة في عام 2012 بعد 25 عامًا من العمل كمدير برنامج ورئيس لجنة الاختيار في مهرجان نيويورك للفنون الجميلة خلال العرض الخمسين للمهرجان.

### مهرجان نيويورك السينمائي اليوم
تولى روبرت كوهلر مهام البرمجة على مدار العام لفترة وجيزة بعد مغادرة ريتشارد بينيا، بينما أصبح كينيث جونز مدير مهرجان نيويورك السينمائي. بدأ جونز حياته المهنية في البرمجة في منتدى الأفلام ومهرجان روتردام السينمائي الدولي قبل أن ينضم إلى «مجتمع السينما في مركز لينكولن» في عام 1998 كمدير مشارك للبرمجة وعضو في لجنة البرمجة في مهرجان نيويورك السينمائي.